# Граф Харрингтон

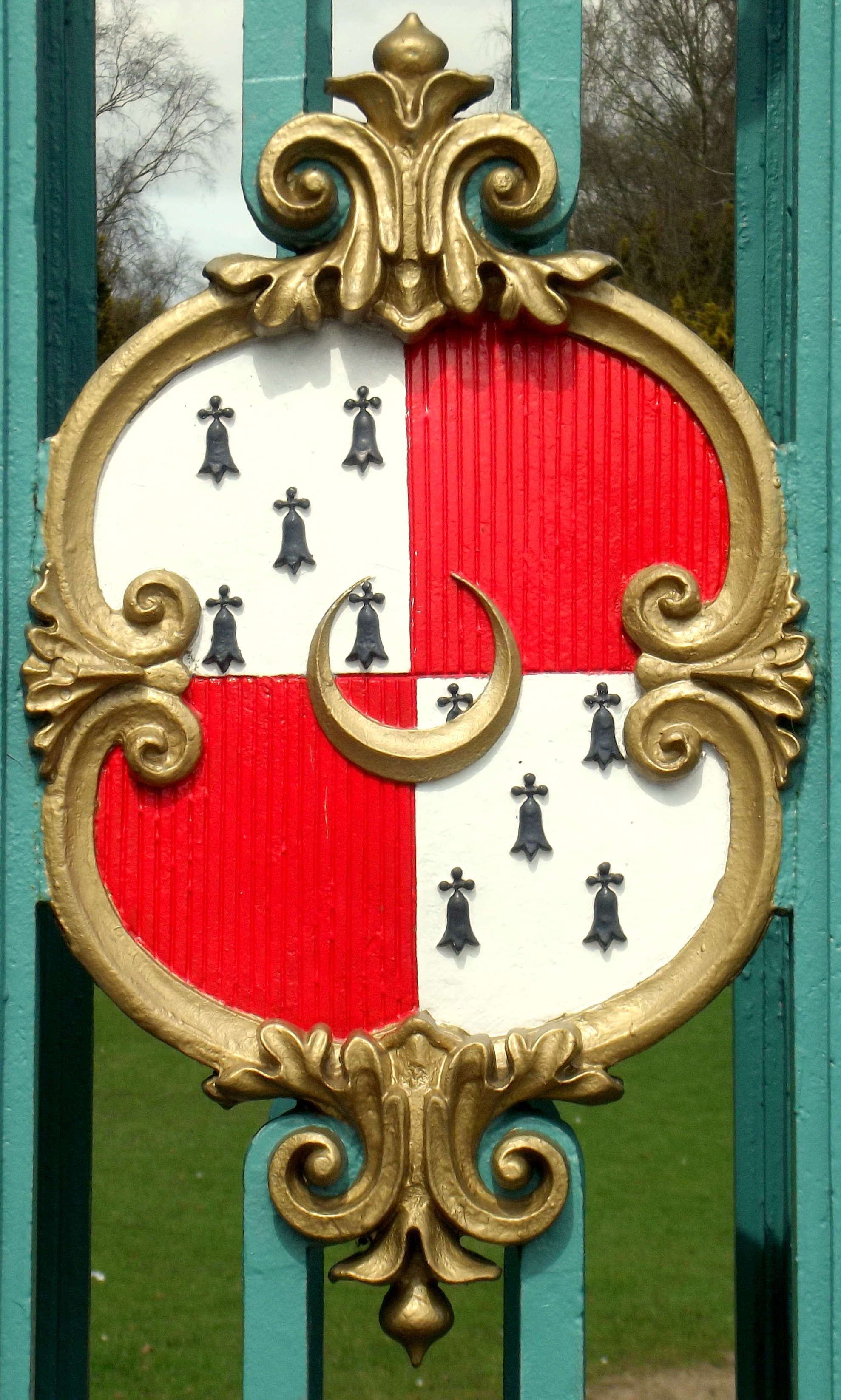
Герб графов Харрингтон, показанный на воротах замка Элвастон

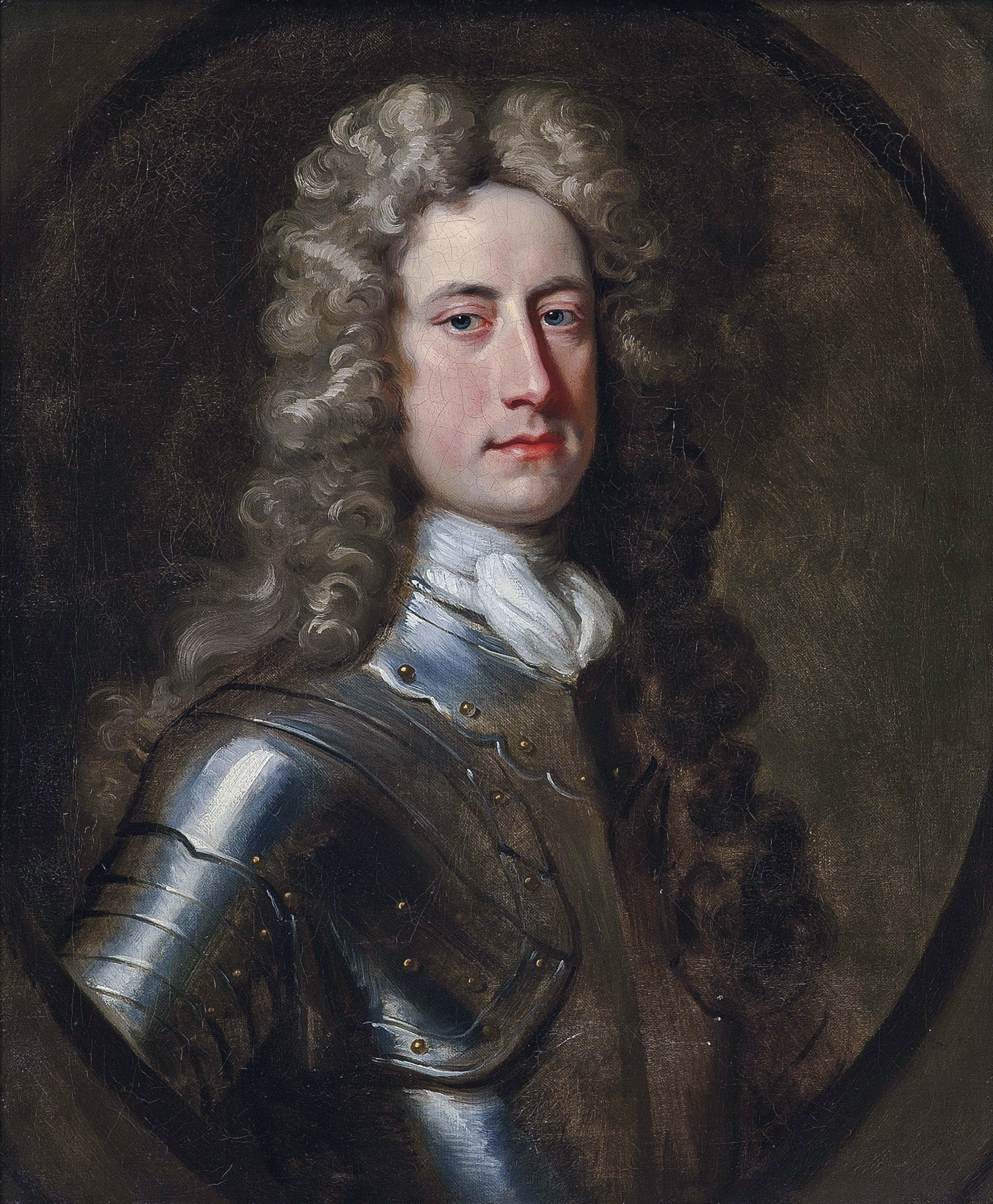
Уильям Стэнхоуп, 1-й граф Харрингтон

Граф Харрингтон (англ. Earl of Harrington) — наследственный титул в системе Пэрства Великобритании. Он был создан 9 февраля 1742 года для бывшего госсекретаря и лорда-председателя совета Уильяма Стэнхоупа, 1-го барона Харрингтона (1683—1756). Также он носил титулы барона Харрингтона из Харрингтона в графстве Нортгемптон (1730) и виконта Питершема (1742). Все титулы принадлежат к пэрству Великобритании. Уильям Стэнхоуп был сыном Джона Стэнхоупа из Элвастона и правнуком сэра Джона Стэнхоупа из Элвастона, младшего единокровного брата Филиппа Стэнхоупа, 1-го графа Честерфилда.
В 1756 году ему наследовал его сын, Уильям Стэнхоуп, 2-й граф Харрингтон (1719—1779). Он был генералом британской армии, а также представлял в Палате общин Эйлсбери (1741—1747) и Бери-Сент-Эдмундс (1747—1754). Его сын, Чарльз Стэнхоуп, 3-й граф Харрингтон (1753—1829), также носил чин генерала армии и заседал в Палате общин Великобритании от Тетфорда (1774) и Вестминстера (1776—1779). Его старший сын, Чарльз Стэнхоуп, 4-й граф Харрингтон (1780—1851), и младший сын, Лестер Стэнхоуп, 5-й граф Харрингтон (1784—1862), носили звание полковника.
В 1866 году, после смерти неженатого и бездетного Сиднея Стэнхоупа, 6-го графа Харрингтона (1845—1866), второго сына 5-го графа, титул унаследовал его двоюродный брат, Чарльз Уиндхэм Стэнхоуп, 7-й граф Харрингтон (1809—1881). Он был сыном достопочтенного Фицроя Ричарда Генри Стэнхоупа (1787—1864), четвёртого сына 3-го графа Харрингтона.
Его старший сын, Чарльз Огастес Стэнхоуп, 8-й граф Харрингтон (1844—1917), был успешным игроком в поло. Ему наследовал его младший брат, Дадли Генри Иден Стэнхоуп, 9-й граф Харрингтон (1859—1928).
В 1967 году, после смерти своего дальнего родственника, Уильяма Стэнхоупа, 13-го графа Честерфилда и 7-го графа Стэнхоупа (1880—1967), Уильям Стэнхоуп, 11-й граф Харрингтон (1922—2009) унаследовал титулы 8-го виконта Стэнхоупа из Маона и 8-го барона Стэнхоупа с правом передачи этих титулов по мужской линии.
По состоянию на 2024 год обладателем графского титула является его сын от первого брака, Чарльз Генри Лестер Стэнхоуп, 12-й граф Харрингтон (родился в 1945), наследовавший своему отцу в 2009 году.

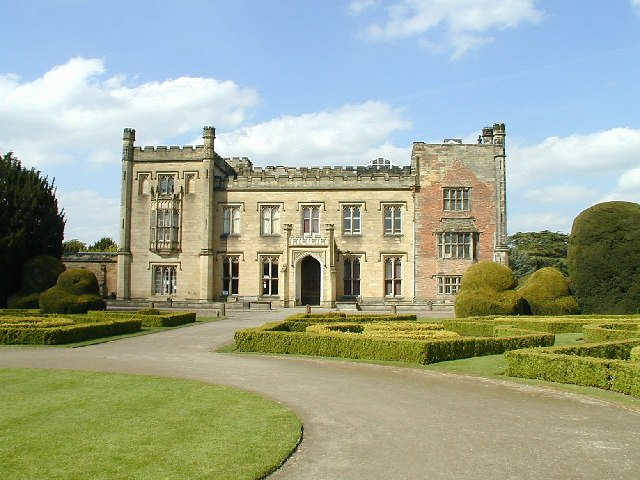
Замок Элвастон в настоящее время

Родовым гнездом семьи является замок Элвастон в графстве Дербишир. Сам графский дом и окрестная территория в настоящее время принадлежат совету графства Дербишир, который открыл в садах загородный парк. Таунхаус в Лондоне был построен 5-м графом Харрингтоном на земле, ранее относившейся к Кенсингтонскому дворцу. Харрингтон-хаус был семейной резиденцией до Первой мировой войны. В настоящее время там находится посольство Российской Федерации.
Серена Армстронг-Джонс, графиня Сноудон (родилась в 1970), дочь 12-го графа Харрингтона, бывшая жена Дэвида Армстронга-Джонса, 2-го графа Сноудона (родился в 1961), племянника королевы Великобритании Елизаветы II и члена британской королевской семьи.

## Графы Харрингтон (1742)
- 1742—1756: Уильям Стэнхоуп, 1-й граф Харрингтон (около 1683 — 8 декабря 1756), младший сын Джона Стэнхоупа из Элвастона;
- 1756—1779: Уильям Стэнхоуп, 2-й граф Харрингтон (18 декабря 1719 — 1 апреля 1779), старший сын предыдущего;
- 1779—1829: Генерал-майор  Чарльз Стэнхоуп, 3-й граф Харрингтон (17 марта 1753 — 5 сентября 1829), старший сын предыдущего;
- 1829—1851: Чарльз Стэнхоуп, 4-й граф Харрингтон (8 апреля 1780 — 3 марта 1851), старший сын предыдущего;
- 1851—1862: Лестер Стэнхоуп, 5-й граф Харрингтон (2 сентября 1784 — 7 сентября 1862), третий сын 3-го графа Харрингтона;
- 1862—1866: Сидней Сеймур Гайд Стэнхоуп, 6-й граф Харрингтон (27 сентября 1845 — 22 февраля 1866), второй сын предыдущего;
- 1866—1881: Чарльз Уиндхэм Стэнхоуп, 7-й граф Харрингтон (16 августа 1809 — 26 июня 1881), старший сын Фицроя Генри Ричарда Стэнхоупа (1787—1864), внук 3-го графа Харрингтона;
- 1881—1917: Чарльз Огастес Стэнхоуп, 8-й граф Харрингтон (9 января 1844 — 5 февраля 1917), второй сын предыдущего;
- 1917—1928: Дадли Генри Иден Стэнхоуп, 9-й граф Харрингтон (13 января 1859 — 13 ноября 1928), младший брат предыдущего;
- 1928—1929: Чарльз Джозеф Лестер Стэнхоуп, 10-й граф Харрингтон (9 октября 1887 — 16 ноября 1929), старший сын предыдущего;
- 1929—2009: Лестер Уильям Генри Стэнхоуп, 11-й граф Харрингтон (24 августа 1922 — 12 апреля 2009), второй (младший) сын предыдущего;
- 2009 — настоящее время: Чарльз Лестер Генри Стэнхоуп, 12-й граф Харрингтон (родился 20 июля 1945), единственный сын предыдущего от первого брака;
  - Наследник: Лестер Уильям Генри Стэнхоуп, виконт Питершем (родился 14 октября 1967), единственный сын предыдущего;
    - Наследник наследника: достопочтенный Огастес Стэнхоуп (родился 26 сентября 2005), единственный сын предыдущего.